# Stiftung „Erinnerung, Verantwortung und Zukunft“

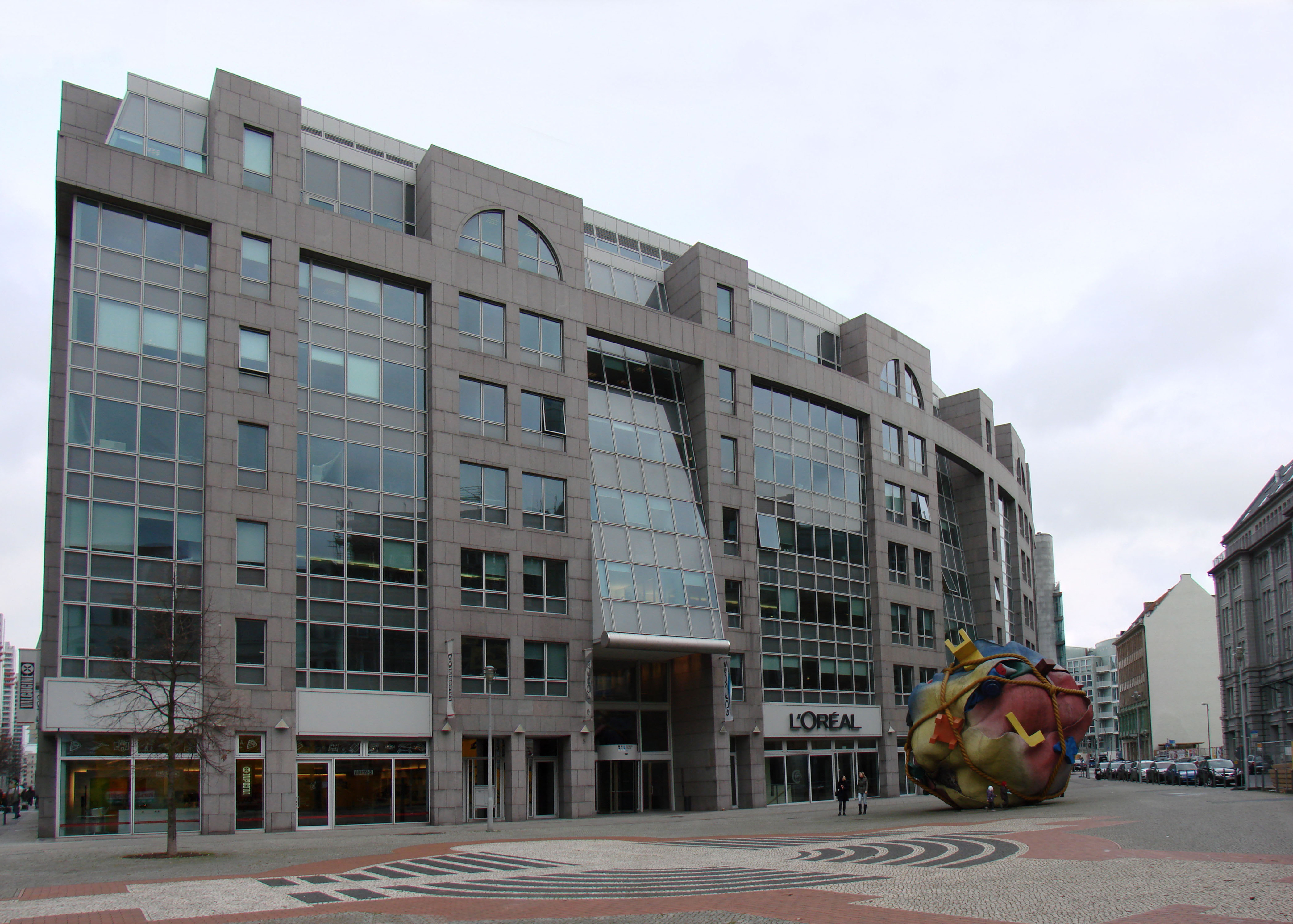
Das Philip-Johnson-Haus an der Friedrichstraße 200 in Berlin-Mitte ist Sitz der Stiftung EVZ (hier die Rückseite am Bethlehemkirchplatz, rechts die Mauerstraße; 2010)

Die Stiftung Erinnerung, Verantwortung und Zukunft (EVZ) ist eine rechtsfähige Stiftung des öffentlichen Rechts, die durch Bundesgesetz vom 2. August 2000 errichtet wurde. Sie hat ihren Sitz in Berlin. Ihr Ziel war zunächst, für Zwangsarbeiter und andere Geschädigte der Zeit des Nationalsozialismus eine zumindest symbolische Entschädigung in Form einer einmaligen Geldzahlung bereitzustellen. Seit Ende dieser Auszahlungen finanziert die Stiftung diverse Projekte zur Erinnerung an die Bedrohung durch totalitäre Systeme und Gewaltherrschaft sowie zur internationalen Zusammenarbeit auf humanitärem Gebiet.
Zeitgleich errichtete die Republik Österreich den Versöhnungsfonds mit Sitz in Wien.

## Stiftungszweck
Zweck der Stiftung ist es, über Partnerorganisationen einmalige Zahlungen von bis zu 15 000 DM an ehemalige Zwangsarbeiter und von anderem Unrecht aus der Zeit des Nationalsozialismus Betroffene bereitzustellen, beispielsweise Opfern medizinischer Versuche oder bei Tod oder schweren Gesundheitsschäden eines in einem Zwangsarbeiterkinderheim untergebrachten Kindes (§ 2 Abs. 1, § 9 Abs. 1 Satz 2 EVZStiftG). Der innerhalb der Stiftung errichtete Fonds „Erinnerung und Zukunft“ soll außerdem Projekte fördern, die der Völkerverständigung, den Interessen von Überlebenden des nationalsozialistischen Regimes, dem Jugendaustausch, der sozialen Gerechtigkeit, der Erinnerung an die Bedrohung durch totalitäre Systeme und Gewaltherrschaft und der internationalen Zusammenarbeit auf humanitärem Gebiet dienen (§ 2 Abs. 2, § 9 Abs. 1 Satz 2, § 11 Abs. 1 Satz 5 EVZStiftG).
Nach der Begründung zum EVZStiftG sollte mit der Stiftung ausdrücklich nur in finanzieller Hinsicht eine abschließende Reglung getroffen werden, die Erinnerung an den Holocaust und vielfaches NS-Unrecht jedoch wachgehalten und durch die Förderung von Information und Begegnungen eine erneute Bedrohung durch totalitäre Systeme zukünftig vermieden werden.
Leistungen aus der Stiftung konnten in erster Linie zur Arbeit gezwungene Personen in Konzentrationslagern und Ghettos sowie aus ihrem Heimatstaat deportierte und zum Arbeitseinsatz gezwungene und inhaftierte oder haftähnlichen Bedingungen ausgesetzte Opfer erhalten. Darüber hinaus waren beispielsweise auch Zwangsarbeiter in der Landwirtschaft leistungsberechtigt.

## Stiftungsvermögen
Stifter waren die in der Stiftungsinitiative der deutschen Wirtschaft zusammengeschlossenen Unternehmen sowie der Bund, die die Stiftung mit einmalig jeweils 5 Mrd. DM ausgestattet haben (insgesamt 5,2 Mrd. Euro). Eine Nachschusspflicht der Stifter besteht nicht (§ 3 Abs. 3 EVZStiftG), sodass die Mittel der Stiftung auf diesen Betrag begrenzt sind. Die Verwendung der Stiftungsmittel für die einzelnen Zwecke ist deshalb in § 9 EVZStiftG geregelt. Um möglichst viele Berechtigte zu erreichen, werden die Individualleistungen nur bis zu einer bestimmten Höhe gewährt.
Der Beitrag des Bundes umfasst die Beiträge von Unternehmen, soweit der Bund Alleineigentümer oder mehrheitlich an diesen beteiligt ist. Denn nicht nur die Privatwirtschaft, sondern auch staatsnahe Unternehmen wie die Deutschen Wirtschaftsbetriebe, die Reichswerke Hermann Göring oder die Organisation Todt hatten von Zwangsarbeit profitiert.
Zuwendungen Dritter, um die sich die Stiftung bemüht, sind von der Erbschafts- und Schenkungsteuer befreit (§ 2 EVZStiftG).
700 Mio. DM wurden für Projekte des Fonds „Erinnerung und Zukunft“ reserviert (§ 9 Abs. 7 EVZStiftG).

## Gremien

### Kuratorium
Das international besetzte Kuratorium (§ 5 EVZStiftG) beschließt über alle grundsätzlichen Fragen, die zum Aufgabenbereich der Stiftung EVZ gehören, insbesondere über die Feststellung des Haushaltsplans und erlässt Richtlinien für die Verwendung der Mittel. Über Projekte des Fonds „Erinnerung und Zukunft“ entscheidet es auf Vorschlag des Stiftungsvorstands. Neben den Stiftern (Deutscher Bundestag und Bundesrat sowie Stiftungsinitiative der deutschen Wirtschaft) repräsentieren seine insgesamt 27 Mitglieder, die beispielsweise von der Conference on Jewish Material Claims against Germany, dem Zentralrat Deutscher Sinti und Roma oder dem Hohen Flüchtlingskommissar der Vereinten Nationen sowie ausländischen Regierungen benannt werden, die verschiedenen Gruppen von Leistungsberechtigten.
Seit September 2019 ist Vorsitzende die Bundesministerin a. D. Annette Schavan, ihr Stellvertreter ist Jörg Freiherr Frank von Fürstenwerth. Die Kuratoriumsvorsitzende und ihr Stellvertreter werden vom Bundeskanzler berufen.
Die Mitglieder des Kuratoriums sind ehrenamtlich tätig.

### Vorstand
Der Stiftungsvorstand wird vom Kuratorium für vier Jahre gewählt. Der Vorstand führt die laufenden Geschäfte der Stiftung EVZ und setzt die Beschlüsse des Kuratoriums um. Er ist für die zweckentsprechende und wirtschaftliche Verwendung der Stiftungsmittel verantwortlich und vertritt die Stiftung gerichtlich und außergerichtlich. Der Vorstand der Stiftung besteht aus Andrea Despot (Vorstandsvorsitzende, seit Juni 2020) und Jakob Meyer (Vorstand, seit Mai 2022).

## Geschichte, Hintergrund und gesetzlicher Rahmen
Nach dem Zweiten Weltkrieg berücksichtigte die deutsche Wiedergutmachungspolitik nicht alle Fälle von NS-Unrecht. Dies betraf zum Beispiel Personen, die als Kinder in Konzentrationslagern oder Zwangsarbeitslagern leben mussten oder KZ-Häftlinge, die nicht zu Zwangsarbeit herangezogen waren und wegen ihres Wohnsitzes außerhalb Deutschlands von Leistungen nach dem Bundesentschädigungsgesetz (BEG) ausgeschlossen waren, sowie Zwangsarbeiter in der Landwirtschaft. 95 % der früheren Zwangsarbeiter lebten in Osteuropa.
Vor dem Hintergrund der Verfahren um jüdische Vermögen bei Schweizer Banken kam es seit 1996 und verstärkt ab dem Frühjahr 1998 außerdem zu einer Medienkampagne und zivilen Sammelklagen (class actions) vor amerikanischen Gerichten. Darin wurden zunächst bei Banken und Versicherungen, dann auch bei deutschen Industrieunternehmen umfangreiche Entschädigungen für NS-Opfer geltend gemacht, die aus zurückbehaltenem Eigentum, entgangenen Lohnzahlungen und Entschädigungsansprüchen unterschiedlicher Art resultierten.
Zum Ende der 1990er Jahre war die Bundesregierung gemeinsam mit der Stiftungsinitiative der deutschen Wirtschaft bereit, Verhandlungen aufzunehmen. Diese Verhandlungen gipfelten in einem Abkommen zwischen der deutschen Seite und der Regierung der USA. Weiterhin wurde eine „internationale Vereinbarung unter Beteiligung Israels, mittel- und osteuropäischer Staaten, der deutschen Wirtschaft und der Klägeranwälte unterzeichnet“. Regierung und Wirtschaft hatten sich darauf verständigt, in eine Stiftung jeweils fünf Milliarden D-Mark einzuzahlen. Mit dem „Gesetz zur Errichtung einer Stiftung Erinnerung, Verantwortung und Zukunft“ vom 2. August 2000 (BGBl. I S. 1263) wurde wenige Tage später die Stiftung „Erinnerung, Verantwortung, Zukunft“ mit Sitz in Berlin errichtet.
Die internationale vorbereitende Kommission unter Leitung von Otto Graf Lambsdorff und dem US-Diplomaten Stuart E. Eizenstat war übereingekommen, dass sich deutsche Unternehmen, die durch die Beschäftigung von Zwangsarbeitern und Arisierungen von der NS-Politik profitiert hatten, an einer weniger juristisch als vielmehr „moralisch und sozial angemessen“ Wiedergutmachung beteiligen. Teil des Stiftungskonzepts war in diesem Zusammenhang die Übereinkunft, „dass die Stiftung das einzig angemessene Mittel zum Ausgleich dieses nationalsozialistischen Unrechts ist,“ um weiteren Klageverfahren die Grundlage zu entziehen und damit Rechtssicherheit für die Unternehmen herzustellen. Zugleich blieb die traditionelle deutsche Rechtspositionen in der Entschädigungsfrage erhalten, wonach Entschädigungsleistungen seitens des Staats als eine freiwillige humanitäre Leistung zu verstehen sind.
Bei Errichtung der Stiftung war allen Beteiligten klar, dass bei einer für den einzelnen trotz allem recht geringen und einmaligen Zahlung im Angesicht des Ausmaßes des erlittenen Unrechts und der zugefügten Gewalt nicht von einer wirklichen „Entschädigung“ gesprochen werden dürfe. Es konnte sich nur um eine symbolische materielle Geste handeln und um eine öffentliche Anerkennung des Schicksals der Betroffenen als Opfer des Nationalsozialismus.
Insgesamt beteiligten sich über 6.000 Unternehmen an der Stiftungsinitiative. Die ersten 26 Unternehmen, die 1999 eine namentliche Zusage zur Beteiligung an der Stiftung gaben, waren:
1. Agfa
2. Allianz
3. Altana
4. Bahlsen
5. BASF
6. Bayer
7. Bosch
8. BMW
9. Commerzbank
10. Continental
11. Daimler-Chrysler
12. Degussa-Hüls
13. Deutsche Bank
14. Deutz
15. Dresdner Bank
16. Hoechst
17. Melitta
18. Lufthansa
19. Opel
20. Porsche
21. RAG (ehemals Ruhrkohle AG)
22. Siemens
23. VEBA
24. VIAG
25. Thyssenkrupp
26. Volkswagen

## Leistungsberechtigte

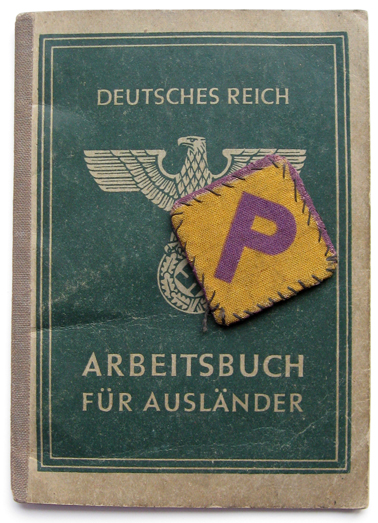
Arbeitsbuch für Ausländer (1942)

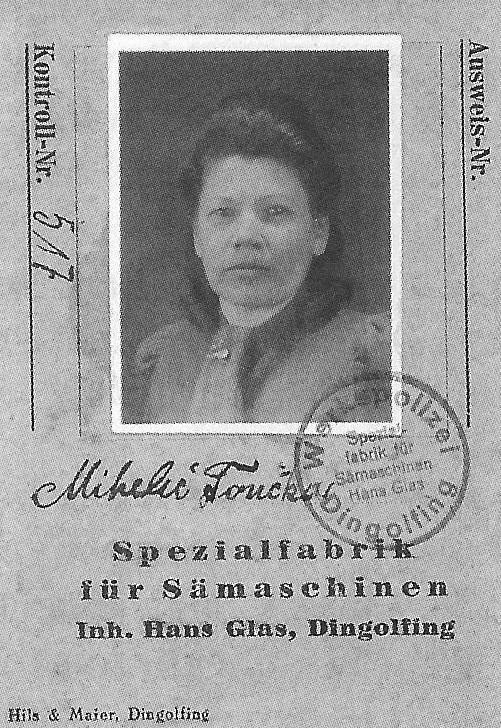
Mitarbeiterausweis von Antonije Mihelič für eine Fabrik in Dingolfing, ausgestellt von der „Werkspolizei“.

Der oder die Betroffene musste in einem Konzentrationslager im Sinne von § 42 Abs. 2 BEG, einem Ghetto oder einer ähnlichen Haftstätte inhaftiert (Kategorie A), aus seinem Heimatstaat in das Gebiet des Deutschen Reichs in den Grenzen von 1937 oder in ein vom Deutschen Reich besetztes Gebiet deportiert (Kategorie B) und zur Arbeit gezwungen worden sein oder die Voraussetzungen für den Ersatz von Vermögensschäden nach dem BEG wegen seines Wohnsitzes außerhalb Deutschlands nicht erfüllen (§ 11 Abs. 1 Satz 1 Nr. 1–3 EVZStiftG). Die Konzentration auf die Fallgruppen nach § 11 Abs. 1 Satz 1 Nr. 1 bis 3 bedeutet, dass im Rahmen der Stiftung vordringlich diejenigen Opfergruppen bedacht werden sollen, die in der Zeit des NS-Regimes ein überdurchschnittlich schweres Schicksal erlitten haben, insbesondere die sog. Ostarbeiter. Diese Voraussetzungen mussten die Antragsteller durch Unterlagen nachweisen (§ 11 Abs. 2 EVZStiftG), beispielsweise ein Arbeitsbuch. Antragsteller konnten von Unternehmen in Deutschland, bei denen oder deren Rechtsvorgängern sie Zwangsarbeit geleistet haben, die Partnerorganisationen der Stiftung auch bei Behörden und anderen öffentlichen Einrichtungen wie Archiven, Auskunft verlangen, soweit dies zur Feststellung der Leistungsberechtigung erforderlich ist (§ 18 EVZStiftG).
Die Höhe der Zahlungen wurde anhand dieser beiden Kategorien A und B und einer weiteren Kategorie C, die in Ausnahmen Zahlungen an Opfer mit anderen Leidensmerkmalen zuließ und vor allem Zwangsarbeiter in der Landwirtschaft betraf, pauschaliert. Demnach erhielten die Leistungsberechtigten als Einmalzahlung in der Kategorie A bis zu 15.000 DM (7.669 €) und die der Kategorien B und C bis zu 5.000 DM (2.556 €). Anträge mussten bis zum 31. Dezember 2001 abgegeben werden, während sie die benötigten Dokumente und Nachweise später nachreichen durften. Bis zum 30. September 2006 mussten alle Antragsverfahren abgeschlossen sein.
Gesetzlich zur Entgegennahme und Bearbeitung von Anträgen waren folgende Organisationen berechtigt:
- Für Anspruchsberechtigte mit Hauptwohnsitz in Deutschland:
  - jüdische Berechtigte: Conference on Jewish Material Claims Against Germany, Frankfurt am Main
  - nichtjüdische Berechtigte: IOM, Regionalbüro Deutschland, Berlin.
- Für Anspruchsberechtigte mit Hauptwohnsitz in Polen, der Ukraine/Republik Moldau/Russischen Föderation, Litauen, Lettland, Belarus, Estland sowie Tschechien: die dort bestehenden Partnerorganisationen;
- Für jüdische Berechtigte außerhalb dieser Staaten: Conference on Jewish Material Claims Against Germany;
- Für alle nichtjüdischen Berechtigten außerhalb der genannten osteuropäischen Staaten die IOM;
- Für jüdische und nichtjüdische Berechtigte, die auf dem Gebiet der heutigen Republik Österreich Zwangsarbeit geleistet haben: Büro der Sonderbeauftragten der Österreichischen Bundesregierung, Wien.

Am 15. Juni 2001 wurde mit der Zahlung an ehemalige Zwangsarbeiter begonnen. Von 2.316.517 eingegangenen und geprüften Anträgen wurden 1.659.132 Anträge positiv entschieden und Entschädigung an die Opfer und deren Rechtsnachfolger in 98 Staaten gezahlt. Diese Leistungen umfassten mit einem Gesamtvolumen von 4,529 Mrd., Euro den größten Teil der insgesamt zur Verfügung stehenden 5,580 Mrd. Euro.
Von den 4,54 Mrd. Euro (darunter 0,17 Mrd. Euro für Verwaltungskosten der Partnerorganisationen) wurden folgende Beträge über die Partnerorganisationen ausgezahlt:
- Jewish Claims Conference (JCC): 1196,5 Millionen Euro
- Stiftung Polnisch-Deutsche Aussöhnung: 1010,6 Millionen Euro
- Ukrainische Nationale Stiftung „Verständigung und Aussöhnung“ beim Ministerkabinett der Ukraine: 882,6 Millionen Euro
- Internationale Organisation für Migration (IOM): 430,5 Millionen Euro
- Stiftung „Verständigung und Aussöhnung“ der Russischen Föderation: 443,7 Millionen Euro
- Belarussische Republikanische Stiftung „Verständigung und Aussöhnung“ (Belarus): 355 Millionen Euro
- Deutsch-Tschechischer Zukunftsfonds: 216,6 Millionen Euro

Circa 20.000 ehemalige sowjetische Kriegsgefangene erhielten auf ihren Antrag auf Zwangsarbeiterentschädigung einen Ablehnungsbescheid. Gemäß § 11 Abs. 3 EVZStiftG begründet Kriegsgefangenschaft keine Leistungsberechtigung gegenüber der Stiftung EVZ.
Die Antragsfrist endete endgültig am 31. Dezember 2002. Anfang 2007 waren die Auszahlungen abgeschlossen. Neue Anträge können nicht mehr gestellt werden. Insgesamt haben über 1,7 Millionen Personen, davon 1,66 Millionen Zwangsarbeiter, Leistungen erhalten. Von der Stiftungssumme sind 4,37 Mrd. Euro für Leistungen an ehemalige Zwangsarbeiter ausgezahlt worden.
Leistungen wurden außerdem erbracht für Personenschäden, die auf Grund medizinischer Experimente oder einer Unterbringung in einem Heim für Kinder von Zwangsarbeitern (Ausländerkinder-Pflegestätte) entstanden sind; in letzterem Fall wurden sowohl Überlebende, die damals als Kinder in diesen Heimen leben mussten, als auch ehemalige Zwangsarbeiterinnen, die den Verlust (Tod) eines Kindes erlitten hatten, nämlich infolge der gewaltsamen Wegnahme und Heimunterbringung, einbezogen in den Kreis der Entschädigungsberechtigten. Leistungen hierfür wurden an über 8.000 Opfer in Höhe von bis zu je 8.300 DM (4.240 Euro) ausbezahlt.
54 Millionen Euro (darunter 2 Millionen für Verwaltungskosten) wurden an die bereits oben genannten Partnerorganisationen ausbezahlt.
Entschädigungen wurden auch gegeben wegen Vermögensschäden, wenn deutsche Unternehmen daran wesentlich, direkt und schadensursächlich beteiligt waren. Hierfür wurden 102,4 Millionen Euro (darunter 13 Millionen an Verwaltungskosten) für rund 15.781 Empfänger (davon 7.314 Leistungsberechtigte aus Polen, 4.440 aus Tschechien und 2.414 aus Slowenien) an die Internationale Organisation für Migration (IOM) ausbezahlt.
Jeder Leistungsberechtigte musste im Antragsverfahren eine Erklärung abgeben, dass er mit Erhalt einer Leistung aus der Stiftung EVZ auf jede darüber hinausgehende Geltendmachung von Forderungen gegen die öffentliche Hand für Zwangsarbeit und für Vermögensschäden, auf alle Ansprüche gegen deutsche Unternehmen im Zusammenhang mit nationalsozialistischem Unrecht sowie auf gegen die Republik Österreich oder österreichische Unternehmen gerichtete Ansprüche wegen Zwangsarbeit unwiderruflich verzichtet. Der Verzicht wurde mit dem Erhalt der Leistung wirksam (§ 16 Abs. 2 EVZStiftG).

### Zahlungen zum Ausgleich von Versicherungsschäden
Für nicht ausgezahlte Lebensversicherungsansprüche aus der NS-Zeit wurden 102 Millionen Euro ausbezahlt.

### Humanitärer Fonds für Sozialdienste
Ein Programm in Höhe von 141 Millionen Euro erreichte die Jewish Claims Conference zur weltweiten Finanzierung und Förderung von Organisationen und Institutionen, die Sozialdienste für jüdische NS-Opfer unterhalten. Gefördert wurden daraus über 230 Projekte in 20 Ländern, überwiegend in den USA, Israel und den GUS-Staaten.
Die Internationale Organisation für Migration erhielt 12 Millionen Euro aus dem Fonds zu Gunsten verfolgter Sinti und Roma. Die Anzahl der Menschen in den Roma-Gemeinschaften in Osteuropa zu erfassen, die Anspruch auf eine Entschädigung hatten, war schwierig, insbesondere wegen der gesellschaftlichen Diskriminierung und der Rivalität der Gemeinschaften untereinander; dies erschwerte die Arbeit der IOM. Ermittelt werden konnten 70.000 Leistungsempfänger in 13 Staaten in Mittel- und Osteuropa.

### Humanitärer Fonds der ICHEIC
Am 16. Oktober 2002 wurde das trilaterale Abkommen zwischen Bundesstiftung der International Commission on Holocaust Era Insurance Claims (ICHEIC) (deutsch: Internationale Kommission für Versicherungsansprüche aus der Holocaust-Zeit) und dem Gesamtverband der Deutschen Versicherungswirtschaft, an der die Versicherungsgesellschaften mit 275 Mio. Euro beteiligt, unterzeichnet. Das damit geschaffene Programm hatte einen Sonderstatus nach dem EVZStiftG. Es betraf Lebensversicherungen von NS-Verfolgten, die von den Versicherungsunternehmen nicht ausgezahlt worden waren. In der Regel handelte es sich bei den Antragstellern um Juden. Der dritte humanitäre Fonds umfasste dabei 350 Millionen Euro. Damit wurden mehrere Projekte gefördert, darunter 132 Mio. US-Dollar für ein Social Welfare Program des Jewish Claims Conference (JCC), durch das die häusliche Betreuung pflegebedürftiger jüdischer Überlebender der NS-Diktatur finanziert werden sollte. Es wurden 91.558 Anträge bei der ICHEIC eingereicht. Auf 7.870 Anträge von insgesamt 19.421 konnten über den GDV in Deutschland Leistungen erbracht werden. Diese Anträge bezogen sich auf 8.664 Personen und 11.399 Policen in Deutschland. Davon kamen 46,6 Prozent der Antragsteller aus den USA und 23 Prozent aus Israel.

### Mittel der Bundesstiftung
Für Verwaltungskosten und für die Erbringung von Dienstleistungen für die Partnerorganisationen wurden 36 Millionen Euro benötigt sowie für Rechtsanwälte und Rechtsbeistände 66 Millionen Euro.

## Projektförderung
Seit Beendigung der Auszahlungen ist die Stiftung EVZ als reine Förderstiftung tätig. Aus den Erträgen fördert sie mit jährlich ca. 7,5 Mio. Euro internationale Projekte in Mittel- und Osteuropa, Israel sowie in Deutschland.

### Förderung und Aktivitäten
Für ihre dauerhaften Aktivitäten wurde der Stiftung EVZ ein Grundkapital von 358 Mio. Euro zur Verfügung gestellt. Seitdem engagiert sie sich in Erinnerung an die Opfer nationalsozialistischen Unrechts für die Überlebenden und setzt sich für Menschenrechte und Völkerverständigung ein. Die Stiftung EVZ ist damit Ausdruck der fortbestehenden politischen und moralischen Verantwortung von Staat, Wirtschaft und Gesellschaft für das nationalsozialistische Unrecht und gegenüber seinen Opfern.
Aus den Erträgen des Stiftungskapitals in Höhe von 601,5 Mio. Euro (Stand: 31. Dezember 2021) stehen jährlich rund 7,5 Millionen Euro für vorrangig internationale Projekte in den Handlungsfeldern Bilden und Handeln mit folgenden Schwerpunkten zur Verfügung:
- Unterstützung von Überlebenden der nationalsozialistischen Verfolgung und Stärkung des Engagements der Nachkommen von Überlebenden,
- Förderung von internationalem Jugendaustausch zur Erinnerung an die Schicksale der Verfolgten,
- Förderung von zeitgemäßer Bildung zur kritischen Auseinandersetzung mit dem Nationalsozialismus und seinen Fortwirkungen,
- Eintreten für Menschenrechte und Menschenwürde und gegen Antisemitismus, Antiziganismus, Rassismus und jede Form von Diskriminierung,
- Förderung des Handelns von Selbstorganisationen.

In der EVZ Academy expanded organisiert die Stiftung eigene Veranstaltungen und Netzwerkarbeit und baut eine Lernplattform auf.
Seit Bestehen der Stiftung wurden insgesamt 5.839 Projekte mit 172 Mio. Euro gefördert (Stand 31. Dezember 2021). Die Stiftung hat ihren Sitz im Philip-Johnson-Haus in der Friedrichstraße 200 in Berlin-Mitte.

### Drittmittel-Programme
- MEET UP! Youth for Partnership

Im Förderprogramm MEET UP! Youth for Partnership werden Projekte des Jugendaustauschs für die Qualifizierung von Fachkräften und die Partizipation junger Menschen gefördert. Die Förderung erstreckt sich auf die Länder der Östlichen Partnerschaft (Armenien, Aserbaidschan, Belarus, Georgien, Republik Moldau und Ukraine). Das Programm wird vom Auswärtigem Amt unterstützt.
- JUGEND erinnert

Im Bundesprogramm Jugend erinnert, finanziert aus Mitteln des Auswärtigen Amtes, unterstützt die Stiftung EVZ transnationale Bildungsprojekte von Gedenkstätten, Bildungseinrichtungen und NGOs in Deutschland, Europa und Israel zu Fragen der europäischen Erinnerungskultur und Orten der NS-Verfolgung.
- Bildungsagenda NS-Unrecht

Die Stiftung fördert mit Mitteln des Bundesministeriums der Finanzen das Programm Bildungsagenda NS-Unrecht, das Bildung und Vermittlung zu Verbrechen des Zweiten Weltkriegs fördert und Antisemitismus, Antiziganismus, Rassismus und LSBTIQ-Feindlichkeit entgegenwirkt.
- Holocaust Education

In Zusammenarbeit mit der Jewish Claims Conference und ausgestattet mit Mitteln des Bundesministeriums der Finanzen unterstützt die Stiftung EVZ seit September 2022 weltweit Projekte im Bereich der Holocaust Education, der Vermittlung von Lehren aus dem Holocaust aus opferzentrierter Perspektive.